# Séléniure d'indium(III)
Le séléniure d'indium(III) est un composé chimique de formule In2Se3. Il se présente sous la forme d'un solide gris argenté à noir, assez mou, facilement soluble dans les acides forts. On en connaît cinq phases notées α, β, γ, δ et κ dont les plus courantes sont les phases α et β, qui ont une structure lamellaire, tandis que la phase γ présente une structure cristalline wurtzite déficiente en indium. Cette dernière revêt un intérêt comme semiconducteur pour composants photovoltaïques, avec une largeur de bande interdite d'environ 1,9 eV.
La forme cristalline dépend de la méthode de croissance. Ainsi, des couches minces d'In2Se3 pur de structure γ ont été obtenues par épitaxie en phase vapeur aux organométalliques (MOCVD) à partir de triméthylindium In(CH3)3 et de séléniure d'hydrogène H2Se.
Le séléniure d'indium bidimensionnel, c'est-à-dire n'ayant que quelques couches atomiques d'épaisseur, présente d'excellentes propriétés électroniques. Sa sensibilité à l'air a conduit au développement de plusieurs techniques pour l'encapsuler afin de permettre son intégration aux composants électroniques.